# Rio Comiat
O Rio Comiat é um rio da Romênia, afluente do Trotuş, localizado no distrito de Bacău.